# Sapi
Sapi je rijeka u Zimbabveu, desni pritok u srednjem dijelu doline rijeke Zambezi, okružen safari područjem koje je dio šireg zaštićenog područja prirode (Mana Pools, Sapi i Chewore), a koje se prostire od brane Kariba do granice s Mozambikom. Ova područja su još 1984. godine upisani na UNESCO-ov popis mjesta svjetske baštine u Africi zbog "iznimne koncentracije divljih životinja kao što su slonovi, bivoli, leopardi, gepardi i nilski krokodili". 
Sapi safari područje je osnovano 1964. godine i ima površinu od 118.000 ha uz granicu s Mozambikom. Tijekom sezona kiša svake godine poplavi rijeka Zambezi i može se posjetiti u kanuima. Kako se vode povlače tijekom zimskih suša, veliki broj velikih životinja dolazi u potrazi za preostalom vodom i Sapi postaje jedno od faunom najbogatijih područja južne Afrike. Vijugavo korito rijeke Zambezi čini nekoliko otoka, pješčanih aluvijalnih obala i bazena, okruženih šumama mahagonija, divljih smokvi, ebanovine i baobaba. Pored ranije navedenih tu je i veliki broj zebri, vodenkonja, lavova i hijena) i obilje ptica (oko 450 vrsta).
Ulazak turista i lov je strogo kontroliran i ograničen, te postoji samo nekoliko apartmana za turiste i loše ceste.